# Manu (provincie)
Manu is een provincie in de regio Madre de Dios in Peru. De provincie heeft een oppervlakte van 27.835 km² en telt 24.097 inwoners (2015). De hoofdplaats van de provincie is het district Manu.

## Bestuurlijke indeling
De provincie Manu is verdeeld in vier districten, UBIGEO tussen haakjes:
- (170202) Fitzcarrald
- (170204) Huepetuhe
- (170203) Madre de Dios
- (170201) Manu, hoofdplaats van de provincie

Manu · Tahuamanu · Tambopata